# 터보 할매
터보 할매(일본어: ターボばあちゃん)는 현대 요괴에 관한 도시전설의 하나다.

## 개요
터널내에서 자동차로 달리고 있으면 갑자기 창문을 누군가에게 맞는다. 보면 자신의 차와 병주(並走)하는 노파가 이쪽을 보고 있다는 것. 장소는 롯코산(六甲山)으로 하는 경우가 많다.
노파의 속도는 가장 빠른 시속 140km이상으로 여겨진다. 차량과 병주(並走)해 운전자를 깜짝 놀라게하고 이외에 위해를 가하는 등은 없고, 무해하다고 생각되는 것이 많지만 「눈이 맞으면 목이 움직이지않게되어 사고를 일으켜 죽어버린다」라는 패턴도 존재한다.